# Jagdgeschwader 108
Das Jagdgeschwader 108 war ein Verband der Luftwaffe der Wehrmacht im Zweiten Weltkrieg.

## Geschichte
Der Geschwaderstab und die I. Gruppe des Jagdgeschwaders 108 wurden am 1. Juli 1943 in Bad Vöslau (Lage) aus der Flugzeugführerschule A/B 62 aufgestellt. Am 1. Juni 1944 folgte die II. Gruppe in Markersdorf (Lage), die aus der umbenannten I. Gruppe des Jagdgeschwaders 107 gebildet wurde. Das Geschwader war während seiner gesamten Bestehenszeit eine Ausbildungseinheit und war der 2. Fliegerschuldivision der Luftflotte 10 unterstellt. Lediglich eine Einsatzstaffel/JG 108, zusammengesetzt aus erfahrenen Ausbildern, war dem Jagdfliegerführer Ostmark unterstellt und nahm an Einsätzen teil. Die II. Gruppe wurde am 4. Februar 1945, die I. Gruppe am 25. März 1945 und der Stab am 16. April 1945 aufgelöst. Damit hatte das Geschwader aufgehört zu bestehen.

## Kommandeure

### Geschwaderkommodore
| Dienstgrad | Name           | Zeit                             |
| ---------- | -------------- | -------------------------------- |
| Hauptmann  | Kurt Müller    | 1. Juli 1943 bis 12. Juli 1944   |
| Major      | Georg Michalek | 13. Juli 1944 bis 14. April 1945 |

### Gruppenkommandeur
I. Gruppe
- Hauptmann Georg Hackbarth, 1. Juli 1943 bis 4. April 1944[11]
- Major Josef Fözö, 30. Juni 1944 bis 29. Januar 1945[12]
- Hauptmann Georg Benz, 30. Januar 1945 bis 25. März 1945[13]

II. Gruppe
- Major Karl-Heinz Meyer, 1. Juni 1944 bis 19. Oktober 1944[14]
- Major Friedrich-Karl Rinow, 20. Oktober 1944 bis 10. Januar 1945[15]
- Major Franz Smolle, 11. Januar 1945 bis 4. Februar 1945[16]